# إدارلين رييس
إدارلين رييس (مواليد 30 سبتمبر 1997، لاعب كرة قدم دومينيكاني يجيد اللعب في الظهير الأيسر والجناح الأيسر لعب سابقاً مع نادي الإمارات.

## روابط خارجية
- إدارلين رييس على موقع قاعدة بيانات كرة القدم.إي يو (الإنجليزية)
- إدارلين رييس على موقع ناشيونال فوتبول تيمز (الإنجليزية)
- إدارلين رييس على موقع Soccerway.com (الإنجليزية)
- إدارلين رييس على موقع عالم كرة القدم.نت (الإنجليزية)
- إدارلين رييس على موقع GSA (الإنجليزية)